# Karamadi, Ron
Karamadi là một làng thuộc tehsil Ron, huyện Gadag, bang Karnataka, Ấn Độ.